# Akademie Huspol
Akademie HUSPOL, s.r.o. (dříve Evropský polytechnický institut, s.r.o.) je česká obchodní společnost zabývající se vzděláním. Do roku 2023 se jednalo o soukromou vysokou školu neuniverzitního typu.

## Historie
Akademie HUSPOL, s.r.o. vznikla jako Evropský polytechnický institut, s.r.o. 15. července 1995 jako soukromá vyšší odborná škola. Od roku 1996 poskytovala vysokoškolské vzdělání pod záštitou Irské akreditační komise NCEA.
V roce 1999 získala akreditaci MŠMT jako první soukromá vysoká škola na Moravě, se sídlem v Kunovicích.
V roce 2001 zamítla Akreditační komise žádost o akreditaci nových studijních programů, protože se objevilo důvodné podezření, že některé podpisy čestných prohlášení, které byly její součástí, jsou zfalšované. V roce 2003 škola otevřela pobočku v Hodoníně a v roce 2009 v Kroměříži.
V roce 2009 nabízel Evropský polytechnický institut bez patřičných povolení a akreditace studijní programy Trenčínské univerzity Alexandra Dubčeka. Podle kontroly akreditační komise v roce 2009 měl Evropský polytechnický institut také slabé personální zabezpečení a nižší úroveň bakalářských prací.
V roce 2011 rozhodla Akreditační komise o omezení akreditace oborů „Finance a daně“ a „Management a marketing“, Evropský polytechnický institut, s.r.o se ale proti tomuto rozhodnutí odvolal.
V roce 2012 Evropský polytechnický institut, s.r.o. skončil v insolvenčním řízení, protože některým svým bývalým zaměstnancům dlužil na výplatách. Také okresní správě sociálního zabezpečení splácel Evropský polytechnický institut více než třímilionovou pohledávku a finančnímu úřadu dlužil přes jeden a čtvrt milionu korun.
V roce 2016 zjistila Akreditační komise závažné nedostatky v personálním zabezpečení studijních oborů, zejména co se týká věkové a kvalifikační struktury. Také zjistila nedostatečnou publikační činnost vyučujících. Z těchto důvodů nebyla Evropskému polytechnickému institutu, s.r.o. prodloužena akreditace bakalářského programu „Bankovnictví, peněžnictví, pojišťovnictví“ se studijním oborem „Finance a daně“ a bakalářského programu „Management a marketing“ se studijním oborem „Management a marketing zahraničního obchodu“. Platnost akreditace těchto oborů vypršela k 31. prosinci 2015.
V lednu 2020 Evropský polytechnický institut, s.r.o. změnil vlastníka a přejmenoval se na Akademii HUSPOL, s.r.o. V roce 2023 byl Akademii Huspol odebrán státní souhlas působit jako soukromá vysoká škola.

## Kurzy MBA, MSc, LLM aBBA
Studijní kurzy Akademie Huspol jsou akreditovány společností American Association for Higher Education and Accreditation, která ale není oficiálně uznanou akreditační organizací a je považována za továrnu na akreditace.
Studijní kurz zakončený titulem MBA se třemi specializacemi:
- Management a marketing
- Management školství a vzdělávacích institucí
- Bezpečnost a kyberbezpečnost

Studijní kurz zakončený titulem MSc se třemi specializacemi:
- Podnikové informační systémy
- Manažer IT týmů – CIO
- Aplikovaná informatika[17]

Studijní kurz zakončený titulem LLM se dvěma specializacemi:
- Environmentální právo
- Komerční právo[18]

Studijní kurz zakončený profesním titulem BBA se dvěma specializacemi:
- Management obchodu
- Vedoucí provozu[19]

## Celoživotní vzdělání
Akademie Huspol nabízí dva programy celoživotního vzdělání:
- Canis asistent[20]
- Kynolog[21]